# ラヴ・テイクス・タイム (オーリアンズの曲)
「ラヴ・テイクス・タイム」（Love Takes Time）は、オーリアンズのシングル。ジョン・ホールの脱退後に最初にリリースされた5thアルバム『友よ再び』(Forever)からの先行シングルとして1979年3月に発売された。日本でのシングル発売時のタイトルは、アルバムの邦題と同名の「友よ再び」となっているが、その後の収録アルバムなどでは「ラヴ・テイクス・タイム」と表記されている。
この楽曲は、以前のオーリアンズの作品群と比べると、アグレッシブなサウンドに仕上がっているが、輝くような明るいハーモニーと前向きな歌詞は以前のヒット曲同様に保持されており、全米ビルボードシングルチャートで11位、アダルト・コンテンポラリー・チャートでも13位を記録し、1975年のシングル「ダンス・ウィズ・ミー」(Dance with Me)や1976年のシングル「スティル・ザ・ワン」(Still the One)に次ぐヒット曲になった。

## トラック・リスト
| #  | タイトル                                       | 作詞 | 作曲・編曲 | 時間 |
| -- | ---------------------------------------------- | ---- | ---------- | ---- |
| 1. | 「ラヴ・テイクス・タイム (Love Takes Time)」   |      |            | 3:51 |
| 2. | 「イズント・イット・イージー (Isn't It Easy)」 |      |            | 4:17 |

B面の「イズント・イット・イージー」(Isn't It Easy)は、シャーマン・ケリー (Sherman Kelly)と、ウェルズ・ケリー (Wells Kelly)が作詞作曲した楽曲である。

## チャート記録

### 週間
| チャート(1979)                                                       | 最高位 |
| -------------------------------------------------------------------- | ------ |
| アメリカ「ホット100・シングルチャート」(Billboard Hot 100)           | 11     |
| アメリカ「アダルト・コンテンポラリー・チャート」(Adult Contemporary) | 13     |
| カナダ「RPM・シングルチャート」(RPM)                                 | 23     |

## レコーディング・ミュージシャン
出典は
- ラリー・ホッペン（英語版） – リード・ボーカル、ギター、オルガン、トランペット、ピアノ、シンセサイザー
- ボブ・レインバック (Bob Leinbach) - バック・ボーカル、ピアノ、トロンボーン
- R.A. マーティン (R.A. Martin) - バック・ボーカル、オルガン、ピアノ、バイブス、パーカッション、サックス、フレンチ・ホーン、チャイム
- ランス・ホッペン (Lance Hoppen) - ベース、バック・ボーカル、シン・ドラム（英語版）
- ウェルズ・ケリー (Wells Kelly) - ドラム、パーカッション、エレクトリック・ピアノ、バック・ボーカル
- ロイ・シカラ（英語版） – レコーディング・エンジニア
- サム・ギンズバーグ (Sam Ginsberg) – レコーディング・エンジニア
- グレー・ラッセル (Gray Russell) – レコーディング・エンジニア
- スティーブ・マルカントニオ (Steve Marcantonio) – レコーディング・エンジニア